# 朱塞佩·泰莱拉
朱塞佩·泰莱拉（義大利語：Giuseppe Tellera，1882年3月14日—1941年2月7日），意大利军官。最高军衔为陆军中将。
出生在意大利中部的博洛尼亚。1915年第一次世界大战爆发，与鲁道夫·格拉齐亚尼等青年将校在同年从军。
1940年12月23日，泰莱拉取代马里奥·贝尔蒂，成为意大利第十集团军司令官。在英国将军理查德·奥康纳发动的罗盘行动中，虽然意军的人数和坦克多于英军，但武器质量不佳，且多为步兵、缺乏机动化，成为其在战争中的缺陷。泰莱拉亲自驾驶坦克，率第十集团军欲突破英军在Beda Fomm设置的路障，但经过三天战斗宣告失败，其本人的坦克被英军击中，身受重傷，後被英軍送往醫院，次日死亡。他的阵亡使第十集团军士气全无，最终放弃突围而向英军投降。
出于对其英勇突击的敬佩，英军给他隆重的葬礼，埋葬在班加西。意大利政府追授给他金质勇气勋章。